# John Ridley Stroop
John Ridley Stroop (/struːp/; 21 de marzo de 1897-1 de septiembre de 1973), más conocido como J. Ridley Stroop, fue un psicólogo estadounidense cuya búsqueda sobre cognición e interferencia continúa siendo considerada como el patrón oro en estudios sobre atención y bastante profundas para continuar siendo citado en el siglo XXI. Aun así, el cristianismo fue la pasión real de su vida; la psicología era sencillamente una ocupación.

### Tesis de psicología y disertaciones
- Un estudio sobre la falta de exactitud de puntuar calificar la escritura a mano mediante escalas de escritura a mano (1925)[2]
- Estudios de interferencia en reacciones verbales en serie (1935)

### Artículos de psicología
- ¿Es el juicio del grupo mejor que que del miembro medio? (1932; Revista de Psicología Experimental, 15, 550-562)
- Estudios de interferencia en reacciones verbales en serie (1935; Revista de Psicología Experimental, 18, 643-662)
- La base de la teoría de Ligon (1935; Revista americana de Psicología, 47, 499-504)
- Los factores que afectan a la velocidad en reacciones verbales en serie (1938; Monografías Psicológicas, 50, 38-48)

### Trabajos de religión
- El plan del dios y yo. Libro 1, Jesus' misión y método (1950)
- El plan del dios y yo, Cómo Heredar la Vida Eterna (1954)